# Ghiacciaio Breitfuss
Il ghiacciaio Breitfuss (in inglese Breitfuss Glacier) è un ghiacciaio lungo 17 km situato sulla costa di Foyn, nella parte orientale della Terra di Graham, in Antartide. Il ghiacciaio, il cui punto più alto si trova 343 m s.l.m., fluisce verso sud-est a partire dal versante orientale dell'altopiano di Avery fino ad entrare nell'insenatura di Mill, a ovest di capo Chavanne, andando così ad alimentare quello che rimane della piattaforma glaciale Larsen C.

## Storia
Il ghiacciaio Breitfuss fu fotografato per la prima volta nel 1947 durante la Spedizione antartica di ricerca Ronne, 1947—48, e lo stesso anno una spedizione del British Antarctic Survey, che all'epoca si chiamava ancora Falkland Islands and Dependencies Survey (FIDS). Proprio il FIDS lo battezzò così in onore di Leonid Breitfuss, uno storico esploratore polare tedesco autore di molte bibliografie riguardanti i poli.